# Sag’s dem Weihnachtsmann
Sag’s dem Weihnachtsmann ist ein deutscher Fernsehfilm aus dem Jahr 1969. Unter der Regie von Rainer Wolffhardt ist Heinz Rühmann in der Titelrolle zu sehen.

## Handlung
Leslie Darwin ist ein in die Jahre gekommener älterer Herr, der in einem Warenhaus als Weihnachtsmann arbeitet. Bei seiner Arbeit beschäftigen ihn immer wieder Fragen über die Echtheit und den Glauben der Kinder an den Weihnachtsmann. Leslie denkt dabei selbst an seine Kindheit zurück, an seinen Vater, an den Krieg, an seine Frau, an seine spätere Laufbahn. Er blickt zurück auf ein schwieriges Leben, welches er hinter sich hat und ihn schließlich in den Alkoholismus führte.

## Hintergrund
Die Erstausstrahlung des Films fand am 21. Dezember 1969 im ZDF statt.